# Diallo (marka telefonii komórkowej)
Diallo – marka usług telefonii komórkowej oferowanej przez polskiego operatora sieci wirtualnej Telefonię Dialog S.A, należącego obecnie do grupy Netia. Korzysta z infrastruktury Polkomtelu. Jako jeden z nielicznych MVNO w Polsce oferuje usługi w systemie abonamentowym.
30 kwietnia 2013 firma przestała świadczyć usługi prepaid, jednocześnie nadal oferując usługi w modelu abonamentowym.